# LVCI 161–170
Die LVCI 161–170 waren Dampflokomotiven der Lombardisch-venetianischen und central-italienischen Eisenbahn-Gesellschaft (LVCI), einer privaten Bahngesellschaft Österreich-Ungarns.
Die zehn Lokomotiven wurden von Cail 1857 an die LVCI geliefert.
Sie erhielten die Betriebsnummern 161–70 (andere Quellen nennen 101–105 sowie 150–154).
Die Südbahngesellschaft (SB) übernahm diese Loks in ihren Bestand als Reihe 22 mit den SB-Nummern 120–129.
1867 kamen fünf der Lokomotiven zur Strade Ferrate Alta Italia (SFAI), die ihnen zunächst die Nummern 709–713, später 773–777 gab.
Die Rete Adriatica wies den fünf von der SFAI stammenden Loks die Nummern 3001–3005 zu und musterte sie von 1899 bis 1903 aus.
Die SB hatte ihre fünf Maschinen schon von 1886 bis 1890 ausgemustert.